# Короща
Короща (Живий Рівець) — річка в Україні, у Коростенському районі Житомирської області. Ліва притока Ірші (басейн Тетерева).

## Назва
На думку українського сходознавця-індолога Степана Наливайка назва «Короща» є етимологічним двійником назв «Коростень», «Курушан», «Курошани», «Корсунь», і має спільне санскритське походження й однакове значення, походячи з назви Курустхан. Означає бичача, турова, а дослівно — місце бика. Основа розкладається на Кор(о) + ща, де -ща — це суфікс місця (з санскр. стха — «місце»), а кор-коро — «самець, бик» (з осет. kur, kyr, памір. gur).
За іншою версією назва Короща перегукується з прасл. *korstja, яка є похідною від *korsta/*korst, означаючи коросту «наріст на дереві», «наріст на деревному стовбурі» або «кочкувате і болотисте місце».

## Характеристика
Відповідно до топографічної мапи генштабу (за 1989 р.) довжина річки становить близько 5 км. Тече у Стариках, впадає у річку Іршу, ліву притоку Тетерева.